# سیارک ۵۱۸۶
سیارک ۵۱۸۶ (به انگلیسی: 5186 Donalu، نامگذاری:1990SB4) پنج هزار و صد و هشتاد و ششمین سیارک کشف شده‌است که در ۲۲ سپتامبر ۱۹۹۰ کشف شد.
قدر مطلق سیارک برابر ۱۱٫۸۰ است.